# Herlufmagle (plaats)
Herlufmagle is een plaats in de Deense regio Seeland, gemeente Næstved, en telt 1244 inwoners (2008).